# Le origini (Banco del Mutuo Soccorso)
Le origini è la quinta raccolta del gruppo musicale italiano Banco del Mutuo Soccorso, pubblicata nel 1996 dalla BMG Ricordi.
Nel 1998 è stata ripubblicata dalla Ricordi con il titolo Gli anni 70, con gli stessi brani in diversa sequenza e l'aggiunta del brano Metamorfosi.

## Tracce
CD 1
1. E io canto
2. Piazza dell'oro (eh, eh)
3. Mille poesie
4. Un uomo solo
5. Donna Plautilla
6. In volo
7. R.I.P.
8. Il giardino del mago
9. Traccia
10. Miserere alla storia

CD 2
1. L'evoluzione
2. Danza dei grandi rettili
3. 750.000 anni fa ... l'amore?
4. E ora io domando tempo al tempo
5. Traccia II
6. Canto nomade per un prigioniero politico
7. Non mi rompete
8. La città sottile